# Бібліотека для дітей «Джерело»
Бібліотека для дітей «Джерело» Печерського району м. Києва.

## Адреса
01023 м.Київ вулиця Шота Руставелі, 8/10 тлф 227-47-00

## Опис
Площа приміщення бібліотеки — 236 м², книжковий фонд — 20,0 тис. примірників. Щорічно обслуговує 3,5 тис. читачів, кількість відвідувань за рік — 26,0 тис., книговидач — 80,0 тис. примірників.

## Історія
Бібліотека заснована у 1950 році. Бібліотечне обслуговування: 2 абонементи, 2 читальні зали.
24 листопада Київська міська рада перейменувала бібліотеку ім. А. Макаренка для дітей на бібліотеку для дітей «Джерело».